# Зграда Дечје библиотеке у Крагујевцу
Зграда Дечје библиотеке у Крагујевцу је подигнута у периоду 1935-1936. године и представља непокретно културно добро као споменик културе.
Зграда је подигнута  као породична кућа и легат Јована Ђ. Мирковића, професора музике у Крагујевачкој Гимназији. По жељи професора, могла је да послужи само у културне сврхе. Тако је данас у њој смештена Дечја библиотека. У оквиру ње се налази седам легата од којих су три сликарске збирке и четири збирке књига, завештаних од разних легата. Граћена је од камена, опеке и армираног бетона.